# Сет Сінсере
Сет Сінсере (англ. Seth Muenfuh Sincere; нар. 28 квітня 1998) — нігерійський футболіст, захисник.
Виступав, зокрема, за олімпійську збірну Нігерії.

## Клубна кар'єра
Після чотирьох сезонів в нігерійському клубі «Рапсодія» Сінсере приєднався до турецької команди «Єні Малатьяспор». 15 жовтня 2017 року дебютував на професійному рівні за «Єні Малатьяспор» у матчі Суперліги, проти «Фенербахче» в якому поступились 3–1.
Сезон 2019–20 на правах оренди провів у складі іншого турецького клубу «Болуспор».
З 2022 по 2024 роки захищав кольори литовського «Кауно Жальгіріс».

## Виступи за збірні
З 2015 року залучається до складу молодіжної збірної Нігерії. На молодіжному рівні зіграв у 14 офіційних матчах.
2016 року захищав кольори олімпійської збірної Нігерії. У складі цієї команди провів 4 матчі. У складі збірної — учасник футбольного турніру на Олімпійських іграх 2016 року в Ріо-де-Жанейро, на якому команда здобула бронзові олімпійські нагороди.

## Досягнення

### Збірна
Нігерія (ол.)
- Африканські ігри
- Бронзовий призер (1): 2015
- Молодіжний чемпіонат Африки (U-23)
- Чемпіон (1): 2015
- Олімпійські ігри
- Бронзовий призер (1): 2016